# Omloop van het Houtland 2006
L'Omloop van het Houtland 2006, sessantaduesima edizione della corsa, valido come evento dell'UCI Europe Tour 2006 categoria 1.1, si svolse il 20 settembre 2006 per un percorso di 185 km. Fu vinto dal tedesco Artur Gajek, che terminò la gara in 4h15'20" alla media di 43,402 km/h.
Dei 165 ciclisti alla partenza furono in 27 a portare a termine il percorso.

## Squadre e corridori partecipanti
| N.      | Cod. | Squadra                         |
| ------- | ---- | ------------------------------- |
| 1-8     | JAC  | Chocolade Jacques-Topsport Vl.  |
| 11-18   | DVL  | Davitamon-Lotto                 |
| 21-28   | WIE  | Team Wiesenhof-Akud             |
| 31-38   | SKS  | Skil-Shimano                    |
| 41-48   | UNI  | Unibet.com                      |
| 51-58   | LAN  | Landbouwkrediet-Colnago         |
| 61-68   | AGR  | Agritubel                       |
| 71-78   | NIC  | Navigators Insurance Cycling T. |
| 81-88   | TLM  | Team Lamonta                    |
| 91-98   | RB3  | Rabobank Continental Team       |
| 101-108 | PZC  | Profel-Ziegler Continental Team |
| 111-118 | BLV  | Bodysol-Win For Life-Jong Vl.   |

| N.      | Cod. | Squadra                    |
| ------- | ---- | -------------------------- |
| 121-128 | JAR  | Jartazi-7Mobile            |
| 131-138 | PCH  | Procomm-Van Hemert         |
| 141-148 | ABM  | Yawadoo-Colba-Abm          |
| 151-158 | TRS  | Team Regiostrom-Senges     |
| 161-168 | UBB  | Ubbink-Syntec Cycling Team |
| 171-178 | PCW  | Pôle Continental Wallon    |
| 181-188 | CTM  | Continental Team Milram    |
| 191-198 | PBH  | Pictoflex-Bikeland-Hyundai |
| 201-208 | FLA  | Flanders                   |
| 211-218 | VVE  | Van Vliet-EBH-Advocaten    |
| 221-228 | CCD  | Continental CT Differdange |
| 231-238 | DFL  | DFL-Cyclingnews-Litespeed  |

## Ordine d'arrivo (Top 10)
| Pos. | Corridore         | Squadra         | Tempo    |
| ---- | ----------------- | --------------- | -------- |
| 1    | Artur Gajek       | Wiesenhof       | 4h15'20" |
| 2    | Niko Eeckhout     | Ch. Jacques     | a 15"    |
| 3    | Danilo Hondo      | Lamonta         | s.t.     |
| 4    | Frédéric Amorison | Landbouwkrediet | a 31"    |
| 5    | Rick Flens        | Rabobank Cont.  | a 1'44"  |
| 6    | Piet Rooijakkers  | Skil-Shimano    | s.t.     |
| 7    | Gorik Gardeyn     | Unibet.com      | a 3'40"  |
| 8    | Benjamin Johnson  | Agritubel       | s.t.     |
| 9    | Marcel Beima      | Procomm         | s.t.     |
| 10   | Tom Leezer        | Rabobank Cont.  | a 5'02"  |